# María del Pilar Pérez (nutrióloga)
María del Pilar Pérez Fernández, también llamada solamente María del Pilar Pérez (Chihuahua, c. 1957), es una nutrióloga mexicana. Es Vicepresidenta Regional de Nestlé Nutrición.

## Trayectoria
Pérez Fernández es egresada de la licenciatura en nutrición de la Universidad Iberoamericana. Comenzó su carrera profesional en Nestlé poco después de concluir sus estudios universitarios como investigadora de mercados. Para 1981 era la única especialista en nutrición dentro de la compañía. Cuatro años después, en 1985, fue ascendida al área de ventas e inició un estilo de trabajo enfocado en contactar directamente a los vendedores de los productos de la empresa, es un estilo que aún en su posición actual dentro de la compañía sigue llevando a cabo.
En 2004 cambió su residencia a Vevey, en el sureste de Suiza, para trabajar en las oficinas centrales de la compañía como vicepresidenta para Latinoamérica, con lo que se convirtió en la única latina en ocupar una vicepresidencia dentro del corporativo mundial de Nestlé. Dos años después regresó a la Ciudad de México, donde actualmente trabaja, porque "extrañaba la acción".
Por su papel destacado como ejecutiva empresarial, Pérez Fernández ha sido nombrada como una de "Las mujeres más poderosas de México" por la revista Expansión en forma consecutiva desde 2009 hasta la edición más reciente del ranking, en 2012.